# Áltiszafa
Az áltiszafa (Cephalotaxus) a fenyőalakúak (Pinales) rendjébe tartozó áltiszafafélék (Cephalotaxaceae) családjának névadó nemzetsége volt. A családot a 2000-es években megszüntették; nemzetségeit a tiszafafélék (Taxaceae) családjába sorolták át.
Philipp Franz von Siebold küldte az első Cephalotaxus-t Európába Japánból 1829-ben. Régészeti leletek vannak jura kori példányokról Grönlandról és Európából, Észak-Amerika északnyugati részéről pedig a miocén és pliocén korból.

## Elterjedése
Valószínűleg Japánból és Kínából származik; fajai ma is kizárólag Ázsiában — a Koreai-félszigeten, Kínában, Japánban, Burma, Laosz, Vietnám és India területén honosak. Elterjedési területének központja Kína, ahol mind a 7 faj őshonos.  Minden faj fenyegetett vagy veszélyeztetett az őshonos tartományban, elsősorban az élőhelyek elvesztése miatt. Kertészeti változatai a világ többi részén is elterjedtek.

## Megjelenése, felépítése
Apró, inkább széltében lombosodó, fa vagy cserje. Megjelenése a tiszafáéra (Taxus) emlékeztet, de levelei annál szélesebbek és nagyobbak.
Ágai átellenesen vagy örvösen állnak. A tojásdad rügyeket sok pikkelylevél fedi.
A 2 sorban, fésűsen növő, tűszerű levelek felső részen feltűnő ér fut végig, fonákukon pedig két széles, kékes sztómasor.
Porzós virágzata a levelek hónaljából nő ki — nem teljesen gömbszerű, 1 cm vastag; a pollenszemek szárnyasak. A termős virágzatok a legfiatalabb hajtásokon nőnek magányosan vagy legfeljebb hármasával, és pikkelylevelek fedik őket. A redukált fedőpikkellyel ölelt páros magkezdemények rövid nyélen, átellenesen ülnek.
A kemény héjú mag külső rétege érés közben elhúsosodik, de a tiszafáknál megfigyelhető magköpeny nem alakul ki.
2–3 cm hosszú, elliptikus termése ibolyás árnyalatú barnára érik.

## Életmódja, termőhelye
Örökzöld; kétlaki, ritkán egylaki. Magja csak a második évben érik be.
Az összes faj jól tűri az árnyékot, ezért általában az alsó lombkoronaszintben jelennek meg  Ázsia nedves kontinentális és szubtrópusi lomblevelű erdeiben. Néhány faj elviseli a hideg mérsékelt éghajlatot is, de egyikük sem szárazságtűrő, és a direkt napfénytől a legtöbb károsodik.

## Felhasználása
Általában csak tűzifának hasznosítják, de Indiában a magjából kivont olajat gyógyszernek tekintik. Megállapították, hogy (akárcsak a Tiszafa (Taxus) nemzetség néhány fajának magja) rákellenes alkaloidokat — cephalotaxint és harringtonint —  tartalmaz. Ezek kiaknázása veszélybe sodorhatja a fennmaradását, de a vegyületek szintetikus előállítása megoldhatja a kitermelés problémáját.